# 式神
式神（或識神、しきがみ、しきじん、式の神，文獻上亦有式鬼與式鬼神的稱法）在日本陰陽道中，指的是在陰陽師的命令之下，所役使的靈體。「式」有「役使」之意。
式神的種類相當多，等級也很繁雜。某些靈力高深的式神是代代相傳的。比如父親去世之後，他的兒子或者弟子便會自動得到操作式神的權利和能力（前鬼、後鬼等都是這一類的式神）。召喚者有高深的法力或者達到某種條件，便能和高級的靈獸或鬼神簽約合作，變成簽約者的式神供他們驅使。

## 陰陽道
一般陰陽術中召喚式神是以符紙、木偶或玉器之類做為媒介，再配合咒語使用。也有傳為了在沒有媒介的情況也能召喚式神，所以將另一種秘術應用在式神上，將式神植入自己的體內。式神象徵著陰陽師卓越的能力。
在《今昔物語集》、《宇治拾遺物語》中，多把式神記為「識」神，由此字觀之，恐怕是類似古代中國「魂」、「精靈」等意之字句。也可以見到「使鬼」（ShiKi）這樣的表現方式。式神既是「識神」，也可想作去得知幽界知識的靈之存在。 
陰陽道中最廣為人知的式神為十二神將，是六壬式所用天神。安倍晴明所著《占事略決》中，十二將（十二天將）是『騰虵（螣蛇）、朱雀、六合、勾陣（勾陳）、青龍、貴人（天一）、天后、大陰（太陰）、玄武、大裳（太常）、白虎、天空』，十二月將為『徵明、河魁（天魁）、從魁、傳送、小吉、勝先（勝光）、太一、天罡、大衝（太衝）、功曹、大吉、神后』。六壬書籍可能會把十二天將、十二月將，都稱作十二神將。蕭吉的《五行大義》中，是稱十二月將為「十二神將」，十二天將為「十二將」。另外藥師如來之眷屬十二夜叉大將也可能會被當作十二神將。
《五行大義》又提到九宮十二神，以『天一、太一、天符、攝提、軒轅、招搖、青龍、咸池、太陰』為九宮，這是和遁甲式關係密切的天神，再加上『青龍(太歲)、太陰(太歲陰神)、害氣』為十二神。
晴明所使役之式神，多半為宿於式盤之神靈，一般而言類似密教的護法童子與眷屬神、是介於神佛與人類之間的靈之存在。而將式神視作低級靈（動物靈等）而假託為神的說法，則是根據於今仍舊持續之管狐與犬神信仰而來。
鎌倉時代的隨筆《新猿樂記》則提及陰陽師能操縱三十六禽。提及式神的書籍中，多半將之作為使役之用，由此亦有式神其實是陰陽師麾下的忍者、隱密之說，不過不太被大眾接受。由於過度神秘，許多描寫陰陽師的小說與漫畫作品中都會以其為題材。

## 參照
- 十二天將
- 十二月將
- 使魔
- 陰陽師
- 妖怪
- 鬼
- 幽靈

1. ↑  王起. .   [2023-03-13]. （原始内容存档于2023-03-13）.